# Ley de los tres estados

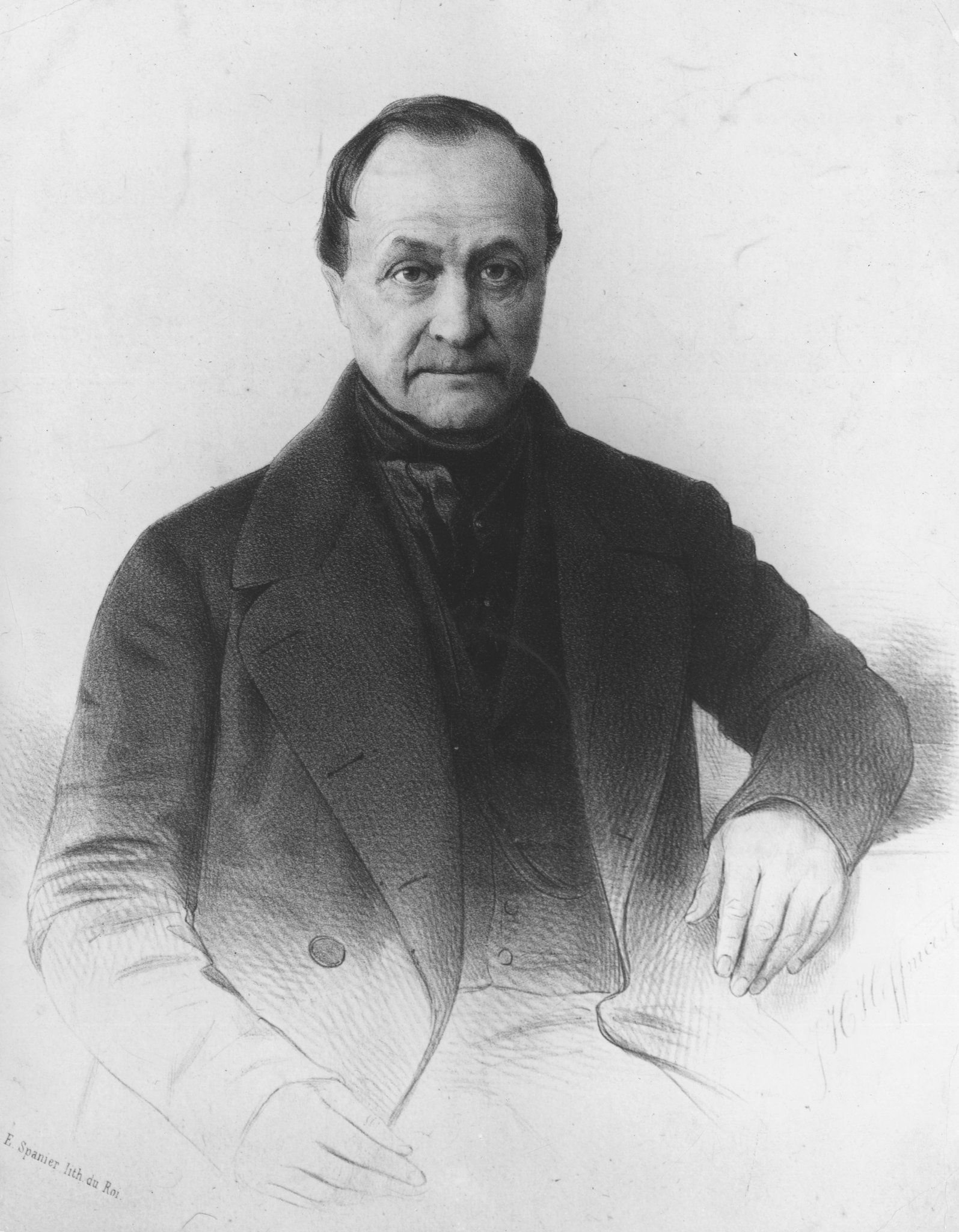
Auguste Comte

La ley de los tres estados es una teoría concebida por Auguste Comte en su obra Curso de filosofía positiva (1830-1845). Se afirma que la humanidad pasa por tres estados teóricos o mentales diferentes: el  estado teológico, o mítico; el estado metafísico, o abstracto y por último el estado científico, o positivo. El primero es un punto de partida necesario para la inteligencia humana, está plagado de deducción e imaginación y dan respuestas a preguntas absolutas; el segundo está extremadamente basado en la crítica que genera un desorden que no permite el progreso ni la unión mental del todo y el tercero es un estado fijo y definitivo construido gracias al recorrido de las anteriores etapas en la que se logrará ordenar y progresar de forma unificada. Lograra un consenso en el plano de las creencias que permitirá el avance de la sociedad.

## La progresión de los tres estados

### Estado Teológico (Mítico)
Cuando se hace mención del estado teológico se refere a atributos que se le dan a los hechos que pasan de una u otra forma, hace mucho tiempo atrás en los primeros estados las personas pensaban y afirmaban que todos los sismos y desastres que se daba naturalmente provenía de todo lo que había sido formado por Dios o como algunas personas lo llaman sobrenatural. Cuando hablamos de hechos sobrenaturales se explica que es un suceso/acción que pasa sin que el ser humano pueda actuar en contra de estos como ejemplo: Un terremoto es un acontecimiento que solo Dios dispone. El estado teológico se refiere a la explicación por las deidades personificadas. Durante los primeros Estados, la gente creía que todos los fenómenos de la naturaleza eran producto de la creación de lo divino o lo sobrenatural. La humanidad no logró descubrir las causas naturales de diversos fenómenos y por lo tanto les atribuyen poderes sobrenaturales o divinos. Comte dividió este Estado en tres subestados:
1A. Fetichismo - El fetichismo fue el estado primario del estado teológico de pensamiento. A lo largo de este estado, los pueblos primitivos creían que los objetos inanimados tenían un espíritu vivo en ellos, también conocido como el animismo. La gente adora a objetos inanimados como árboles, piedras, un trozo de madera, erupciones volcánicas, etc.
1B. Politeísmo - La explicación de las cosas se da mediante la utilización de muchos dioses. Los pueblos primitivos creían que todas las fuerzas de la naturaleza eran controladas por diferentes dioses, algunos ejemplos serían el dios del agua, el dios de la lluvia, el dios del fuego, dios el aire, o el dios de la tierra, etc.
1C. Monoteísmo - Monoteísmo significa creer en un Dios o en un Dios en unidad; atribuyendo todo a una única deidad suprema.

### Estado Metafísico (Abstracto)
El Estado Metafísico es la extensión del Estado teológico. El Estado metafísico se refiere a la explicación por la identidad abstracta, impersonal. Generalmente, las personas trataban de creer que Dios era un ser abstracto. También creían que un poder abstracto o ciertas fuerzas ocultas guiaban los acontecimientos del mundo. El pensamiento metafísico descarta la creencia en un Dios concreto. La naturaleza de la investigación era legal y racional en la naturaleza. Por ejemplo: En la clásica sociedad hindú el principio de la transmigración del alma, el concepto y la resolución de la reencarnación y las nociones de virtud se rigen en gran medida por la ardua tarea metafísica y como conocemos la entidad.

### Estado Científico (Positivo)
El Estado positivo, también conocido como Estado científico, se refiere a la explicación científica basada en la observación, la experimentación y la comparación. Las explicaciones positivas se basan para su justificación en un método distinto, el método científico. Durante este estado, los seres humanos trataron de establecer relaciones de causa y efecto. El positivismo es una manera puramente intelectual de ver el mundo, que a su vez, hace hincapié en la observación y clasificación de los datos 
Comte propuso una jerarquía de las ciencias basada en la secuencia histórica, con áreas de conocimiento que pasa por estos estados en orden de complejidad. Las áreas más simples y más remotas de conocimiento (mecánica o física) fueron las primeras en llegar a ser científicas. Estas son seguidas por las ciencias más complejas, las que se consideran más cercanas a nosotros.
La ciencia, entonces, de acuerdo a la "ley" de Comte, se desarrolla en este orden: Matemáticas; Astronomía; Física; Química, Biología, y Sociología. Una ciencia de la sociedad es, pues, la "ciencia reina" en la jerarquía de Comte, ya que sería fundamentalmente la más compleja. A través de las ciencias sociales, Comte creía que se podrían remediar todos los males sociales humanos.

## Críticas a la ley
William Whewell escribió: «El arreglo del señor Comte de los avances de la ciencia como forma sucesiva metafísica y positiva es contraria a la historia, de hecho, en principio, contrario al sonido filosófico.» El historiador de la ciencia H. Floris Cohen ha hecho un sacrificio con el fin de atraer la mirada moderna hacia este primer debate sobre los fundamentos del positivismo.
En oposición, Charles Darwin, dentro de una entrada de octubre de 1838, escribió en uno de sus cuadernos privados: «la idea del Sr. Comte de un estado teológico de la ciencia [es una] gran idea.»